# Vila Frisia
Vila Frisia se nachází v Karlových Varech na okraji čtvrti Westend v ulici Krále Jiřího 1261/27. Pochází z roku 1925.

## Historie
V roce 1912 si chtěl Christian Schmidt, bankéř v Karlových Varech, postavit vilu v tehdejší Eduard Knollstrasse, dnešní ulici Krále Jiřího. Projekt vypracoval Anton Breinl. Kvůli sporům se sousedy však k realizaci stavby nedošlo. Po první světové válce pozemek zakoupil ředitel Dirk Koeleman ze Sokolova. Nový projekt na stavbu vily byl vypracován v březnu 1923 sokolovským architektem Heinrichem Scherrerem. Stavba proběhla v letech 1923–1925.
Po druhé světové válce byla vila znárodněna.
V roce 2014 byla zapsána do Programu regenerace Městské památkové zóny Karlovy Vary 2014–2024 do kapitoly Seznam navrhovaných objektů k zápisu do Ústředního seznamu nemovitých kulturních památek na území MPZ Karlovy Vary.
V současnosti (leden 2021) je vila evidována jako objekt k bydlení v soukromém vlastnictví.

## Popis
Vila č. p. 1261 stojí na území městské památkové zóny ve čtvrti Westend v ulici Krále Jiřího 27.
Stavba je příkladem strohé rané moderny. Jedná se o jednopatrový objekt, kde dispoziční řešení vychází z barokní kompozice corps de logis. Základem je kruhová jídelna pronikající před dvorní průčelí. Je zde též dvojice půlkruhových rizalitů jídelny a salónu. Uliční průčelí má konklávně vydutý vstup.